# Lovingos
Lovingos es una localidad, constituida como Entidad Local Menor, perteneciente al municipio de Cuéllar, en la provincia de Segovia, comunidad autónoma de Castilla y León (España). En la actualidad cuenta con una población de 71 habitantes (INE 2022).

## Geografía
Está enclavada en el valle donde se juntan los arroyos de Santa Coloma y la localidad de Fuentes de Cuéllar. Su término limita con la provincia de Valladolid. En la zona predomina el terreno arenoso combinado con la piedra caliza, aunque también existen algunos prados que sirven para alimentar al ganado ovino, base de la economía de la localidad. La localidad está atravesada por la SG-V-2233 (SG-205 - SG-V-2231), la SG-V-2231 (SG-233 - Fuentesaúco de Fuentidueña) atraviesa su término en las proximidades del pueblo.

### Límites
| Noroeste: Bahabón, Cuéllar                                    | Norte: Bahabón, Campaspero       | Noreste: Campaspero, Fuentes de Cuéllar |
| Oeste: Escarabajosa de Cuéllar, Cuéllar                       |                                  | Este: Fuentes de Cuéllar                |
| Suroeste: Cuéllar, Escarabajosa de Cuéllar, Dehesa de Cuéllar | Sur: Dehesa de Cuéllar, Frumales | Sureste: Fuentes de Cuéllar, Frumales   |
| ----Mapa interactivo — Lovingos y su término local            |                                  |                                         |

## Historia
De origen medieval, posiblemente previo a las campañas de Almanzor, y dentro de la Comunidad de Villa y Tierra de Cuéllar, debe probablemente su nombre derive a su repoblador, Lope Iñigo.
Se le cita por primera vez el 21 de mayo de 1095 en el testamento del conde Pedro Ansúrez cediendo una serie de territorios a la iglesia de Santa María la Mayor de Valladolid. En 1247 aparece en los documentos del Archivo Catedralicio de Segovia como San Esteban, tomando por topónimo la advocación de su iglesia parroquial. En última década del siglo XVI aparece como Lobinigos.
En el siglo XIX contaba, según Madoz, con sesenta casas diseminadas por seis calles y una plaza.
Tuvo un anejo llamado Santa María del Otero situado a 700 m al sur, del que se conserva el torreón de Santa María de Otero en lo alto de un cerro donde se juntan el arroyo de la Cigüeña con el arroyo las Collalbillas, al lado del valle de San Pedro.
Fue un municipio independiente hasta el 19 de diciembre de 1971, desde entonces forma parte del municipio de Cuéllar. Dada la reivindicación vecinal, se constituyó en Entidad Local Menor desde el 18 de diciembre de 1981.

## Geografía humana

### Demografía
| Gráfica de evolución demográfica de Lovingos entre 1842 y 1970 |
| |
| Población de derecho según los censos de población del INE Población de hecho según los censos de población del INEEntre el censo de 1981 y el anterior, este municipio desaparece porque se integra en el municipio 40063 (Cuéllar) |

| 139           | 131 | 120 | 115 | 105 | 96 | 86 | 80 | 79 | 76 | 69 | 71 |
| (Fuente: INE) |     |     |     |     |    |    |    |    |    |    |    |

## Administración y política
Depende del Ayuntamiento de Cuéllar, pero cuenta con su propia alcaldía con cierto grado de autogestión al ser una entidad local menor desde 1981.
| Periodo   | Nombre                                                            | Partido    |
| --------- | ----------------------------------------------------------------- | ---------- |
| 1991-1995 | Pedro Arevalillo Bayón                                            | CDS (Ind.) |
| 1995-1999 | Benigno Santiño Segura                                            | PP         |
| 2003-2007 | Pedro Arevalillo Bayón                                            | PP (Ind.)  |
| 2007-2011 | Pedro Arevalillo Bayón                                            | PP         |
| 2011-2015 | Pedro Arevalillo Bayón                                            | PP         |
| 2015-2019 | Pedro Arevalillo Bayón (-2016) Víctor Manuel Alonso Bayón (2016-) | PP         |
| 2019-2023 | Víctor Manuel Alonso Bayón                                        | PP         |
| 2023-act. | Víctor Manuel Alonso Bayón                                        | PP         |

### Organización municipal
Como Entidad Local Menor, dispone de una Junta Vecinal regulada por la Ley de Régimen Local de 1998 de Castilla y León. Al frente de esta Junta Vecinal hay un alcalde pedáneo, elegido democráticamente por los lovitos. Este alcalde pedáneo nombra a un miembro de la Junta Vecinal, que se completa con el candidato de la segunda lista más votada.

## Cultura

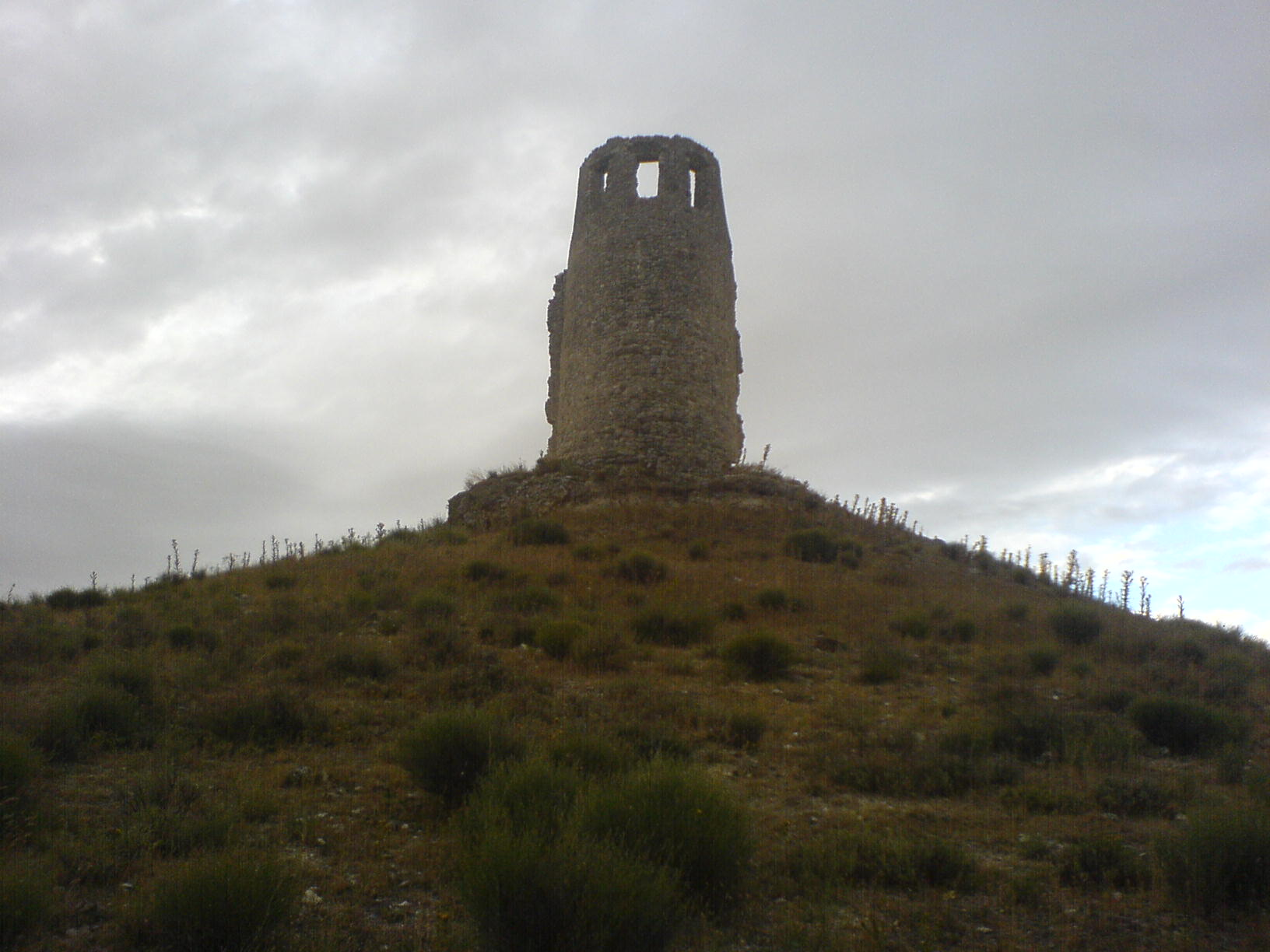
Torreón de Santa María del Otero en su cerro

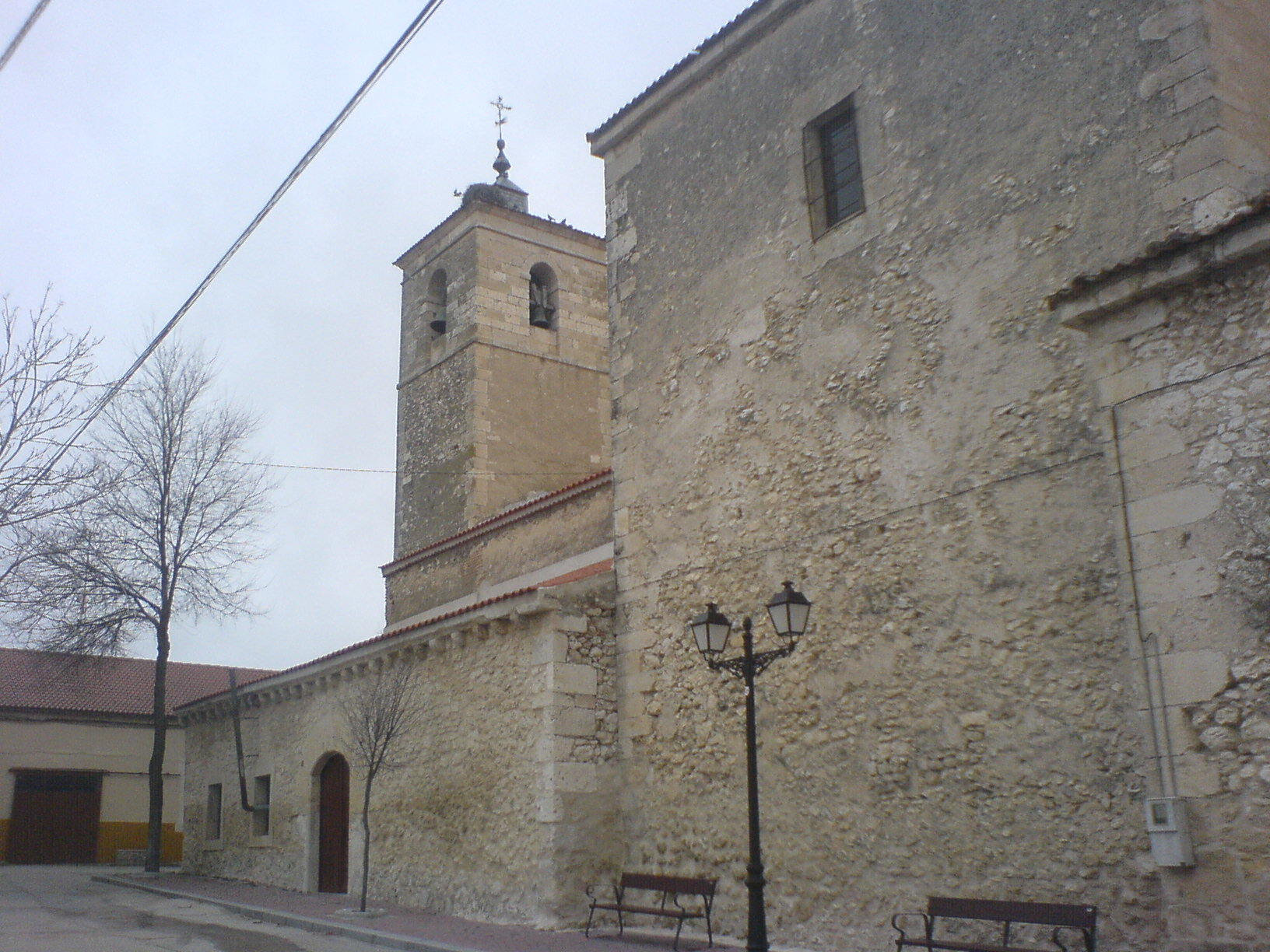
Iglesia de San Esteban desde la calle de la Iglesia

### Patrimonio
- Torreón de Santa María del Otero, torre románica en lo alto de un cerro donde se juntan el arroyo de la Cigüeña con el arroyo las Collalbillas, al lado del valle de San Pedro. Es la torre de una antigua iglesia, testimonio en ruinas del despoblado de Santa María del Otero de la que parroquia. Hay tumbas antropomórficas a sus pies;
- Iglesia parroquial de San Esteban, también es románica, al que se añade una cabecera barroca en el siglo XVIII. Contiene varios retablos también barrocos y una portada mudéjar con algunos arcos en los vanos. Destaca una cruz procesional gótica de plata realizada a comienzos del siglo XVI en Segovia;
- Ruinas de un antiguo castillo o mota en el núcleo del pueblo;
- Diversas rutas y sendas naturales;
- Casa consistorial, sede del ayuntamiento, en otro tiempo destinada a cárcel y escuela.[8][9][10][11]

### Fiestas
- San Isidro, el 15 de mayo;
- San Antonio, parroquiales, el 13 de junio;
- San Esteban, son las principales, el 16 de agosto.[8][9][10]